# Bulbophyllum woelfliae
Bulbophyllum woelfliae là một loài phong lan thuộc chi Bulbophyllum.